# Skatval

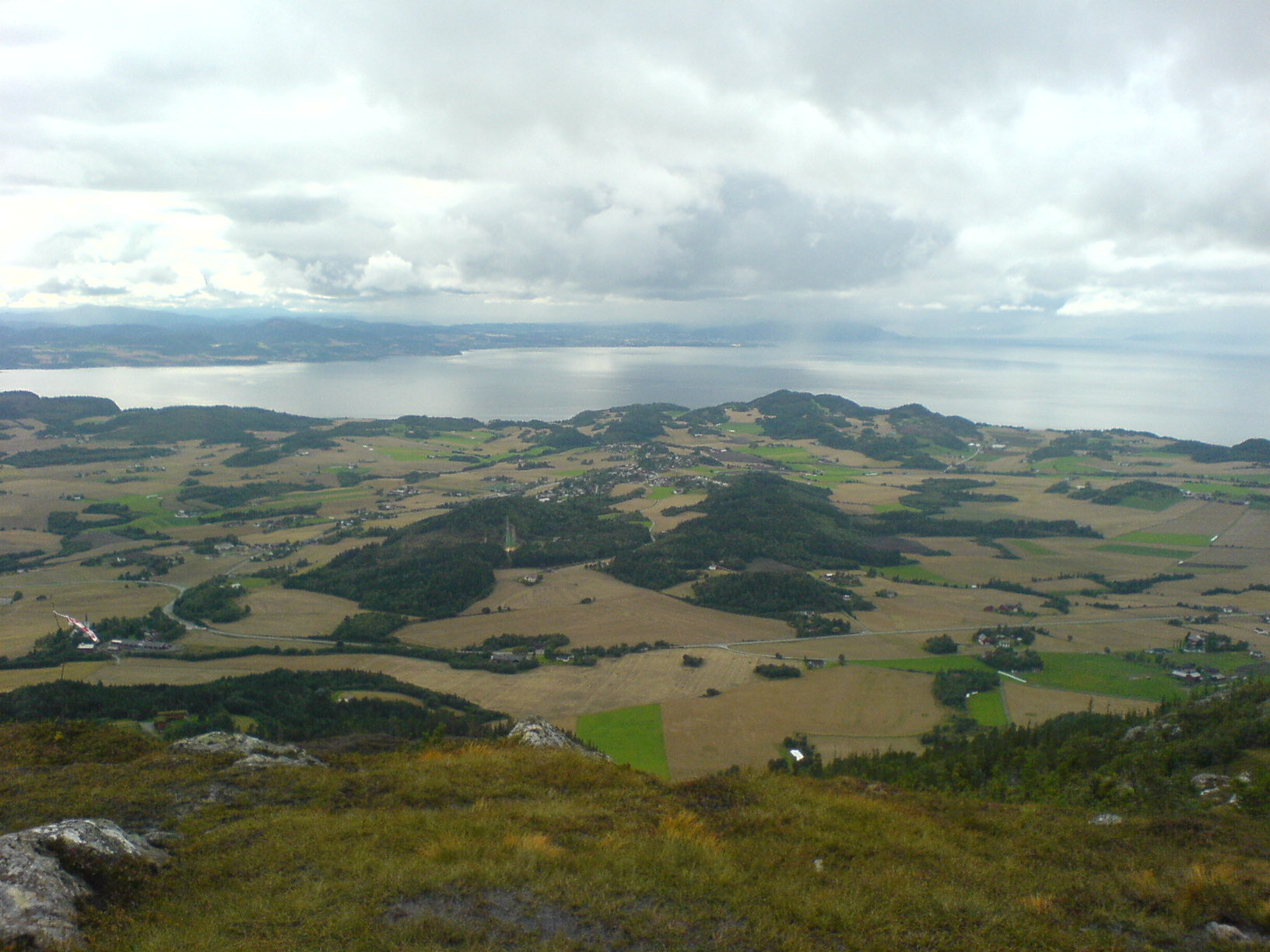
Skatval

Skatval es una villa y antigua municipalidad ubicada en Stjørdal, condado de Trøndelag, Noruega. Tiene un área de 0.56 km² y una población de 949 habitantes. Allí está ubicado el castillo Steinvikholm. Skatval está en el norte de Trondheim.
La zona está conformada por la península de Skatval, un importante área agrícola. Al este se ubica una zona montañosa dominada por el  Forbordsfjellet (596 m).

## Residentes notables
- Marit Arnstad (política, nacida en 1962)
- Jon Olav Alstad (político, nacido en 1968)